# Lorimer Denis
Lorimer Denis (1904-1957) fue un antropólogo, etnologo y ensayista haitiano.

## Biografía
Escribió varios libros con François Duvalier (Papa Doc), antes de su presidencia de Haití. Colaboró con él en la revista L'école des Griots. Falleció poco después de la conquista del poder por Duvalier. Duvalier organizó para él un funeral de estado. Documentó el tema del Vudú.

## Publicaciones
- Evolution stadiale du Vodou, con François Duvalier, 1944.
- Problème des classes à travers l'histoire d'Haïti : sociologie politique (con François Duvalier,), Service de la Jeunesse de Port-au-Prince, 1948.
- Le problème des générations en Haïti, avec François Duvalier, [1940].
- Culturologie, psychologie ethnique et historique, avec François Duvalier, S. Bissainthe, 1960.
- La critique: les tendances d'une génération, avec François Duvalier; Arthur Bonhomme, [Impr. du Collège Vertières], [1934]
- Les griots : la revue scientifique et littéraire d'Haïti, Port-au-Prince: 1938.
- La civilisation haïtienne. Notre mentalité est-elle africaine ou gallo-latine?, Éditeur:[Paris], [1936]
- Le musée du Bureau d'ethnologie d'Haiti, Éditeur:Port-au-Prince : Impr. de l'État, 1953.
- Essai d'organographie haïtienne, Publication du Bureau d'ethnologie d'Haïti, Octobre 1980.
- Folklore enfantin : chants et jeux des enfants haïtiens, Port-au-Prince : Impr. de l'Etat, 1949.
- Quelques aspects de notre folklore musical, Impr. de l'État, 1950.
- Folklore enfantin, chants et jeux des enfants haïtiens, Impr. de l'Etat, 1949.
- L'hydre européenne à Saint Domingue, avec Bonaparte-Auguste Granville, [1947]
- L'avenir du pays et l'action néfaste de M. Foisset, Imprimerie de l'Etat, 1949.
- Origine des loas, Dakar : IFAN, 1953.